# 大日方和雄
大日方 和雄（おおびなた かずお、1939年10月20日 - ）は、日本の外交官。在アンカレジ総領事などを務め、第1回川口賞の個人部門を受賞した。

## 経歴
東京府下谷区（現・東京都台東区）入谷生まれ。第二次世界大戦末期の1944年、埼玉県川越市に疎開（以後26歳まで21年間川越市在住）。1964年3月、中央大学卒業。

## 外交経歴
1959年2月、外務省に入省。1966年から1969年にかけて在象牙海岸共和国（現・コートジボワール）大使館在勤。1969年から1971年にかけて在イスタンブル領事館在勤。1976年から1978年にかけて在シドニー総領事館在勤。1978年から1981年にかけて在カラチ総領事館在勤。1986年から1990年にかけて在タイ王国大使館領事部長。1990年から1994年にかけて在香港総領事館領事部長。1995年より本省領事移住部領事移住政策課企画官。1996年より領事体制強化室長兼務。1998年から2001年にかけて在連合王国大使館領事部長。
2001年から2003年にかけて在アンカレジ総領事。在アンカレジ総領事在任中の2003年1月31日、第1回川口賞の個人部門を受賞した。受賞時点で63歳であり、選ばれた9名の個人部門受賞者のうち最高齢であった。2003年3月、外務省を定年退職。

## 退官後
2003年8月、外務省領事強化専門員として再雇用。
一般社団法人海外邦人安全協会（JOSA）監事、後に同協会理事。

## 著作
- 領事のしごと―国際人のサポーター（有信堂高文社、2005年） ISBN 978-4842095318
- 誰も知らない領事の仕事―異国の空の下、邦人を守る（創土社、2015年） ISBN 978-4798802237　※船越博、山本譲との共著

## 賞罰
- タイ王冠勲章 勲三等（2000年2月）[3]
- 第1回川口賞 個人部門（2003年1月）[2]